# NGC 3448
NGC 3448 is een spiraalvormig sterrenstelsel in het sterrenbeeld Grote Beer. Het hemelobject ligt 68 miljoen lichtjaar van de Aarde verwijderd en werd op 17 april 1789 ontdekt door de Duits-Britse astronoom William Herschel.

## 44 Ursae Majoris
NGC 3448 bevindt zich, vanaf de aarde gezien, schijnbaar een halve graad ten zuidzuidoosten van de ster 44 Ursae Majoris (magnitude +5), hetgeen betekent dat amateurastronomen 44 UMa als gidsster kunnen aanwenden om, gewapend met telescopen, op zoek te gaan naar NGC 3448.

## Synoniemen
- UGC 6024
- MCG 9-18-55
- ZWG 267.27
- Arp 205
- IRAS 10516+5434
- PGC 32774